# Jalia Kaibarta

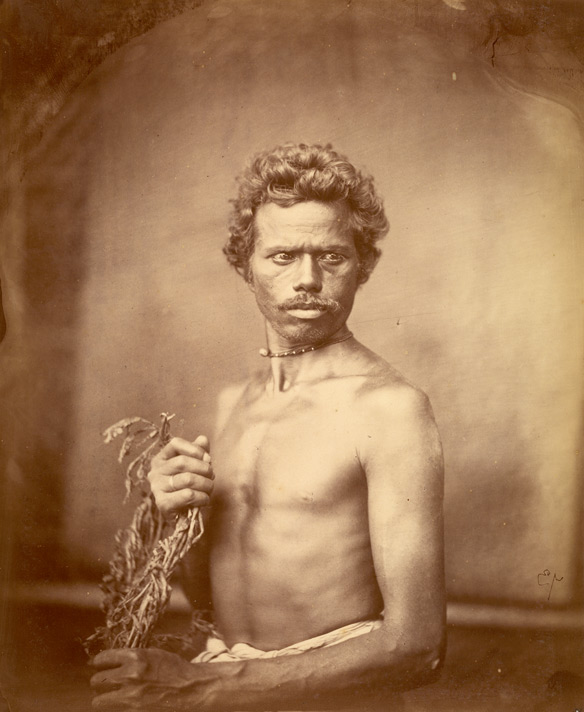
Fischer aus dem Stamm der Kaibarta, Ostbengalen, 1860er.

Jalia Kaibarta  oder Jaliya Kaibartta (bengalisch জালিয়া কৈবর্ত) sind eine Ethnie in Assam, Westbengalen, Odisha und Ost-Bihar, sowie Bangladesch, Nepal und Bhutan.
Das Volk wurde durch Sanskritisation zu einer Hindu-Kaste. Die Volks- beziehungsweise Kastenangehörigen gehen dabei traditionell der Fischerei nach. Die Kaibartas galten ursprünglich als ein Stamm mit zwei Untergruppen, den Jaliya und den Haliya in Bengalen. Die „Jaliya Kaibartas“ gelten als Scheduled Caste, während die „Haliya Kaibartas“ nicht dazugehören. In Assam gelten sie wiederum als Scheduled Caste unter dem Namen „Jal Keot“ oder „Kaibarta“.